# Waffenbesitzkarte (Deutschland)
Die Waffenbesitzkarte ist eine waffenrechtliche Erlaubnis zum Erwerb und Besitz von erlaubnispflichtigen Waffen in der Bundesrepublik. Die Voraussetzungen für die Erteilung einer Waffenbesitzkarte in Deutschland sind im Waffengesetz geregelt.
In die Waffenbesitzkarte trägt die Behörde die Schusswaffen ein, die der Karteninhaber besitzen darf. In der Regel handelt es sich dabei um Sportschützen, Jäger, Schusswaffensammler oder Erben von Waffen. Der Vollzug des Waffengesetzes ist Ländersache. Die über 500 zuständigen Genehmigungsbehörden werden somit vom jeweiligen Bundesland festgelegt (Stand 2022). Dies sind zum Beispiel die Stadt- oder Kreisordnungsämter oder auch die Landes-, Stadt- oder Kreispolizeibehörden. Die Behörden führen die Verzeichnisse über die Inhaber von Waffenbesitzkarten; die Daten sind seit 2013 im Nationalen Waffenregister (NWR) hinterlegt.
Die Waffenbesitzkarte ist vom Waffenschein abzugrenzen. Der Waffenschein berechtigt ausschließlich zum Führen der darin eingetragenen Waffen.

## Voraussetzungen für eine Waffenbesitzkarte
Zum Erwerb einer Waffenbesitzkarte müssen vom Antragsteller im Allgemeinen fünf Voraussetzungen erfüllt werden (§ 4 WaffG). Er muss
- mindestens 18 Jahre alt sein,
- waffenrechtlich zuverlässig und
- persönlich geeignet sein,
- die erforderliche Sachkunde,
- ein waffenrechtliches Bedürfnis

nachgewiesen haben.

### Zuverlässigkeit
Die waffenrechtliche Zuverlässigkeit des Antragstellers muss gegeben sein (§ 5 WaffG). Sie ist zu bejahen, wenn es keine Erkenntnisse über den Antragsteller gibt, die auf seine Unzuverlässigkeit im Waffenumgang schließen lassen. Auf der Grundlage von Auskünften des Bundeszentralregisters, des zentralen staatsanwaltlichen Verfahrensregisters, der örtlichen Polizeibehörden, des Zollkriminalamtes, des Bundespolizeipräsidiums und der zuständigen Verfassungsschutzbehörde (§ 5 Abs. 5 WaffG) bewertet die Waffenbehörde, ob Bedenken gegen die Zuverlässigkeit bestehen. Das Waffengesetz nennt Voraussetzungen, bei deren Vorliegen von einer Unzuverlässigkeit stets auszugehen ist (§ 5 Abs. 1 WaffG), und solche, bei deren Vorliegen die Zuverlässigkeit „in der Regel“ nicht angenommen werden kann (§ 5 Abs. 2 WaffG).

### Persönliche Eignung
Persönliche Eignung nach § 6 WaffG und § 4 AWaffV knüpft im Unterschied zur Zuverlässigkeit an die körperlichen Voraussetzungen des Waffenbesitzers an. Nur Personen, die geistig und körperlich in der Lage sind, mit Waffen umzugehen, erfüllen die Eignungsvoraussetzungen. Eignungshindernisse sind
- Geschäftsunfähigkeit nach Zivilrecht (§ 6 Abs. 1 Satz 1 Nr. 1 WaffG),
- Alkoholabhängigkeit, Abhängigkeit von berauschenden Mitteln, psychische Erkrankungen und Debilität (§ 6 Abs. 1 Satz 1 Nr. 2 WaffG) oder
- Tatsachen, die die Annahme rechtfertigen, dass der Antragsteller mit Waffen oder Munition nicht vorsichtig oder sachgemäß umgehen oder diese Gegenstände nicht sorgfältig verwahren kann oder dass die konkrete Gefahr einer Fremd- oder Selbstgefährdung besteht (§ 6 Abs. 1 Satz 1 Nr. 3 WaffG).

Bestehen durch Tatsachen begründete Zweifel an der persönlichen Eignung, hat die Waffenbehörde ein fachärztliches oder fachpsychologisches Zeugnis vom Antragsteller zu verlangen (§ 6 Abs. 2 WaffG).
Personen zwischen dem 21. bis 25. Lebensjahr müssen bei dem ersten Antrag auf eine Waffenbesitzkarte in der Regel ein amts- oder fachärztliches oder fachpsychologisches Zeugnis über ihre geistige Eignung vorlegen (§ 6 Abs. 3 WaffG; § 4 AWaffV). Diese Regelung ist eine Folge des Amoklaufs von Erfurt am 26. April 2002, als ein 19-jähriger Schüler 16 Menschen und sich selbst erschoss. Die Neuregelung verlangt bei jungen Waffenaspiranten einen Nachweis ihrer geistigen Eignung. Die näheren Einzelheiten bestimmt das Gesetz nicht. Gemeint ist die Aufhellung von Charaktereigenschaften des Betroffenen, wie allgemeine sittliche und moralische Reife, Besonnenheit, Selbstbeherrschung, soziale, mitmenschliche Denkweise, Verantwortungsgefühl, Rücksichtnahme auf die Interessen anderer und ähnliches. Im Rahmen des Schießsports wird das Eignungsgutachten nicht verlangt bei Kleinkaliberwaffen bis zu einem Kaliber von 5,6 mm lfb (.22 l.r.) für Munition mit Randfeuerzündung, wenn die Geschossenergie höchstens 200 Joule beträgt oder bei Einzellader-Langwaffen mit glatten Läufen mit Kaliber 12 oder kleiner (§ 6 Abs. 3 Satz 2 i. V. mit § 14 Abs. 1 Satz 2 WaffG). Inhaber eines gültigen Jagdscheins brauchen kein amts- oder fachärztliches oder fachpsychologisches Zeugnis beizubringen (§ 13 Abs. 2 Satz 1 WaffG).
Die Begriffe Zeugnis und Gutachten werden beide vom Gesetz- und Verordnungsgeber gebraucht. Entscheidend ist, dass das der zuständigen Behörde vorzulegende Zeugnis über die Eignung nur die für eine Entscheidung der Behörde erforderlichen Ergebnisse des Gutachtens enthalten darf. Das dem Zeugnis zugrunde liegende Gutachten verbleibt beim Gutachter.

### Sachkunde
Der Antragsteller muss über Sachkunde verfügen (§ 7 WaffG, §§ 1 bis 3 AWaffV). Die Sachkunde wird üblicherweise nach einem Lehrgang bei einer autorisierten Einrichtung durch das Ablegen einer Prüfung nachgewiesen. Bei Jägern gilt die Jägerprüfung als Sachkundenachweis, der eine Schießausbildung, Schießprüfung sowie Ausbildung in der Waffenhandhabung umfasst.

### Bedürfnis
Der Antragsteller muss ein waffenrechtliches Bedürfnis für den Waffenerwerb (§ 8 WaffG) nachweisen. Ein allgemeines 
Recht auf Waffenbesitz, wie es etwa die Verfassung der Vereinigten Staaten von Amerika vorsieht, gibt es in Deutschland nicht. In Deutschland gilt der Grundsatz, dass möglichst wenige Waffen unter die Bevölkerung kommen. Wer als Privatperson eine Waffe beansprucht, benötigt dafür einen vernünftigen Grund.
Das Bedürfnis kann sich auf die Jagdausübung (§ 13 WaffG), das Sportschießen (§ 14 WaffG), das Sammeln von Waffen nach kulturhistorisch bedeutsamen Gesichtspunkten (§ 17 WaffG), auf die Tätigkeit als Waffensachverständiger (§ 18 WaffG) und auf den Selbstschutz (§ 19 WaffG) beziehen, wobei die Hürden bei der letzten Gruppe sehr hoch sind: Der Betroffene muss wesentlich mehr als die Allgemeinheit durch Angriffe auf Leib oder Leben gefährdet sein, und der Erwerb der Schusswaffe und der Munition müssen geeignet und erforderlich sein, diese Gefährdung zu mindern (§ 19 Abs. 1 WaffG). In diesen Fällen kommt auch eine Erlaubnis zum Führen außerhalb des eigenen Grundstücks in Betracht (§ 19 Abs. 2 WaffG). Schusswaffen sind jedoch selten geeignet und erforderlich, einen plötzlichen Angriff abzuwehren, da Angreifende in der Regel das Überraschungsmoment ausnutzen. Die Voraussetzungen des § 19 WaffG werden im Allgemeinen nur bei Werttransportunternehmen und Bewachungsunternehmern bejaht. Sonstige Privatpersonen erfüllen die Voraussetzungen dagegen nur in seltenen Einzelfällen.
Ein besonderes Bedürfnis wird nur dann nicht verlangt, wenn die Waffe im Wege des Erbfalls erworben wird (§ 20 WaffG). Die Zahl der „Waffenerben“ ist inzwischen die mit Abstand größte Zahl der Waffenbesitzer, was dem gesetzgeberischen Anliegen, möglichst wenig Waffen unters Volk zu bringen, zuwiderläuft. Dem wird durch dreierlei Maßnahmen entgegengewirkt: Kann der Erbe kein anerkanntes Bedürfnis (z. B. als Sportschütze, Jäger) nachweisen, muss er die Waffenbesitzkarte für Erben binnen eines Monats nach Annahme der Erbschaft beantragen; eine spätere Antragstellung führt zum Wegfall des Erbenprivilegs. Das Erbenprivileg erstreckt sich zum Zweiten nicht auf vererbte Munition, und die Waffenbesitzkarte für Erben berechtigt auch nicht zum nachträglichen Munitionserwerb. Erbwaffen müssen drittens durch technische Vorkehrungen (Blockiersystem) so ausgerüstet sein, dass eine Schussabgabe nicht mehr möglich ist (§ 20 Abs. 3 Satz 2 WaffG).

## Verschiedene Waffenbesitzkarten

### Die „Grüne Waffenbesitzkarte“

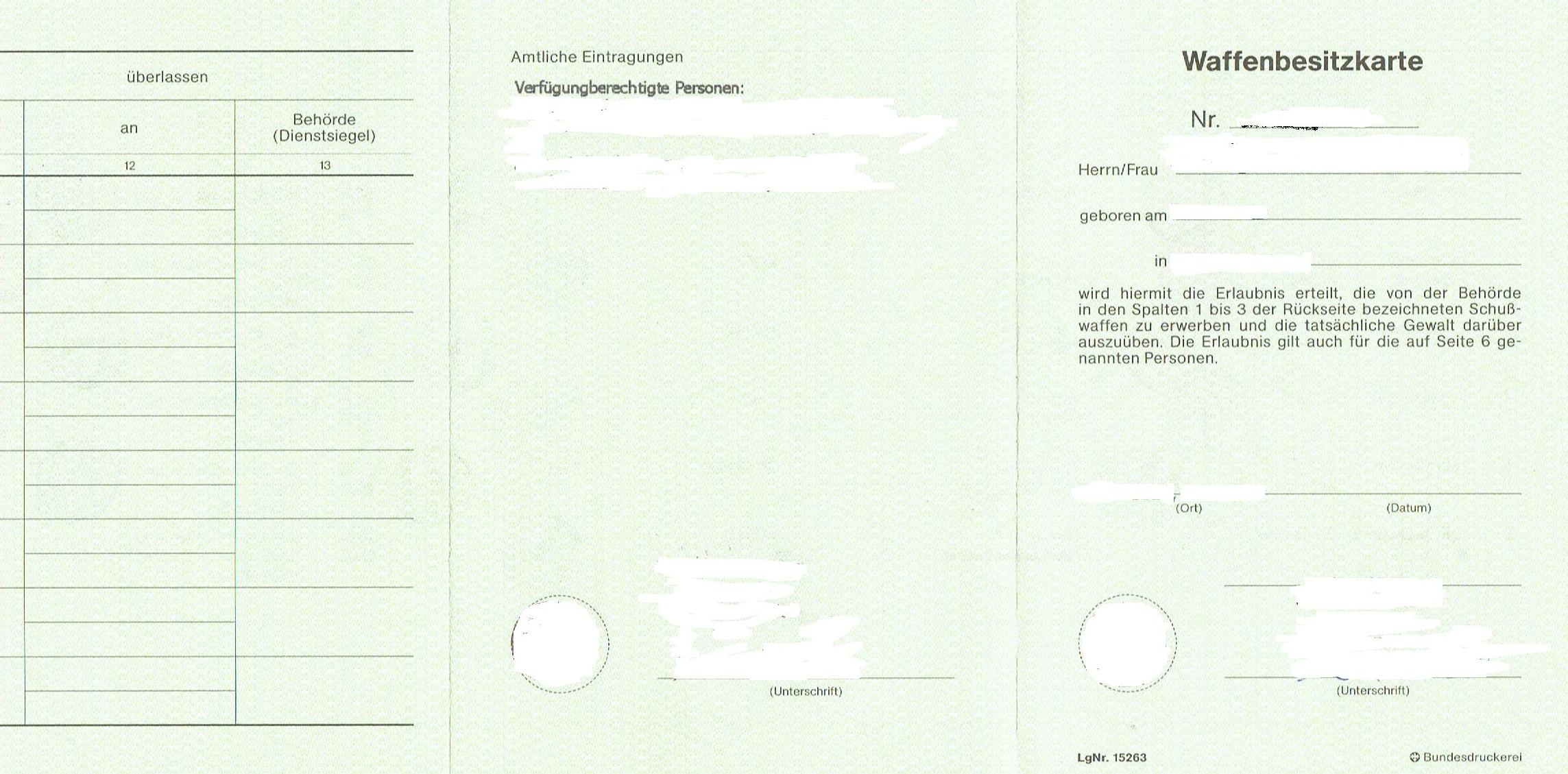
WBK grün außen

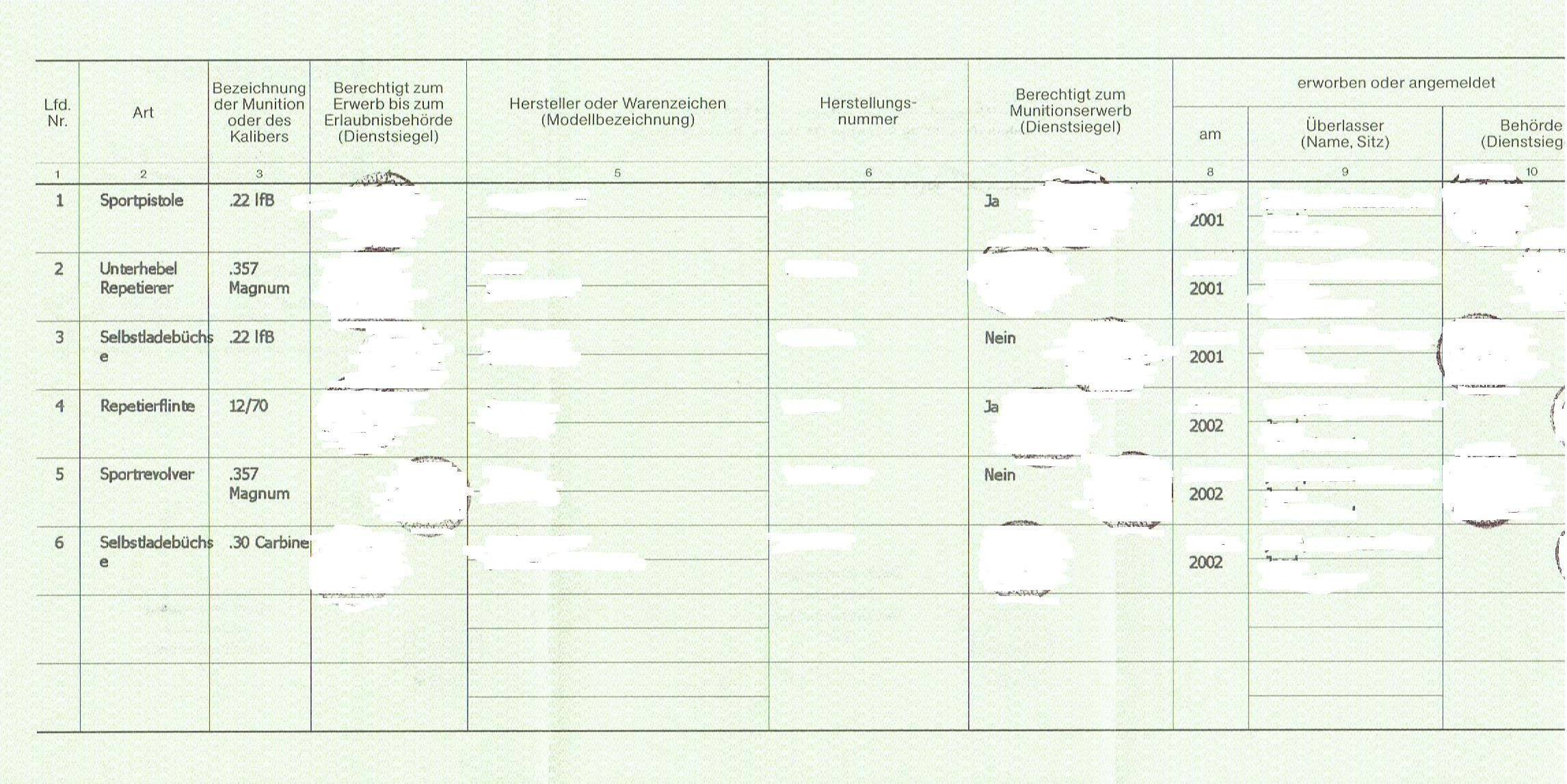
WBK grün innen

Die „Grüne Waffenbesitzkarte“ wird nach § 10 Waffengesetz erteilt, für Jäger in Verbindung mit § 13 Waffengesetz und für Sportschützen eines nach § 15 Waffengesetz anerkannten Verbandes in Verbindung mit § 14 Waffengesetz. Auf die grüne WBK können mehrschüssige Pistolen und Revolver (auch Kleinkaliber), Langwaffen wie Selbstladebüchsen, Selbstladeflinten, Repetierbüchsen, Repetierflinten und Einzellader erworben werden. Jede Waffe muss vorher einzeln bei der zuständigen Behörde beantragt werden. Die Erwerbserlaubnis für die beantragte Waffe wird dann als „Voreintrag“ in die WBK eingetragen. Innerhalb eines Jahres muss die beantragte Waffe dann erworben werden, sonst verfällt der Voreintrag. Eine Ausnahme gilt für Jäger, als Inhaber eines gültigen Jahresjagdscheines. Diese dürfen Langwaffen nach § 13 Abs. 3 Waffengesetz ohne vorherige Genehmigung erwerben, sie müssen diese Waffen allerdings innerhalb von 14 Tagen anmelden und in ihre WBK eintragen lassen.
Für Sportschützen gilt: Das Regelbedürfnis für Waffen der grünen WBK umfasst zwei mehrschüssige Kurzwaffen und drei Selbstladegewehre. Für dieses „Grundkontingent“ genügt die regelmäßige Teilnahme am Schießtraining. Nach Nr. 14.2.1 der Allgemeinen Verwaltungsvorschrift zum Waffengesetz (WaffVwV) vom 5. März 2012 soll eine regelmäßige Teilnahme vorliegen, wenn der Schießsport mit erlaubnispflichtigen Schusswaffen einmal pro Monat oder 18-mal verteilt über das ganze Jahr betrieben wird. Die Verwaltungsvorschrift bindet allein die Waffenbehörde; ein Verwaltungsgericht ist im Streitfall an diese Wortauslegung nicht gebunden und kann auch anders entscheiden. Außerdem muss nach § 14 Waffengesetz der Sportschütze zum Erwerb von Waffen mit einem Kaliber von mehr als „5,6 mm lfB (.22 l.r.) für Munition mit Randfeuerzündung…“ abweichend von § 4 Waffengesetz das 21. Lebensjahr vollendet haben.

### Die „Gelbe Waffenbesitzkarte“

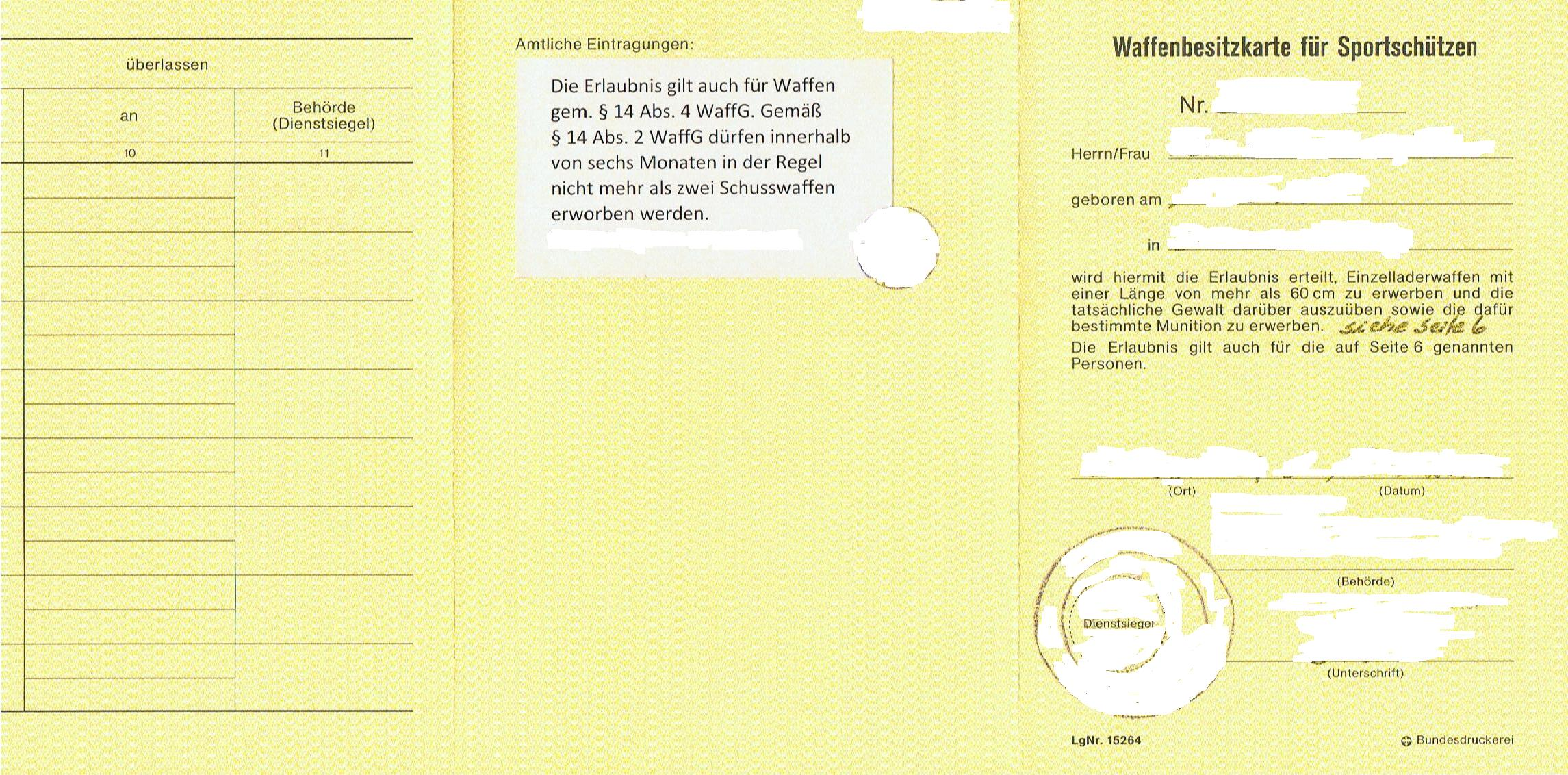
WBK gelb ab 2003

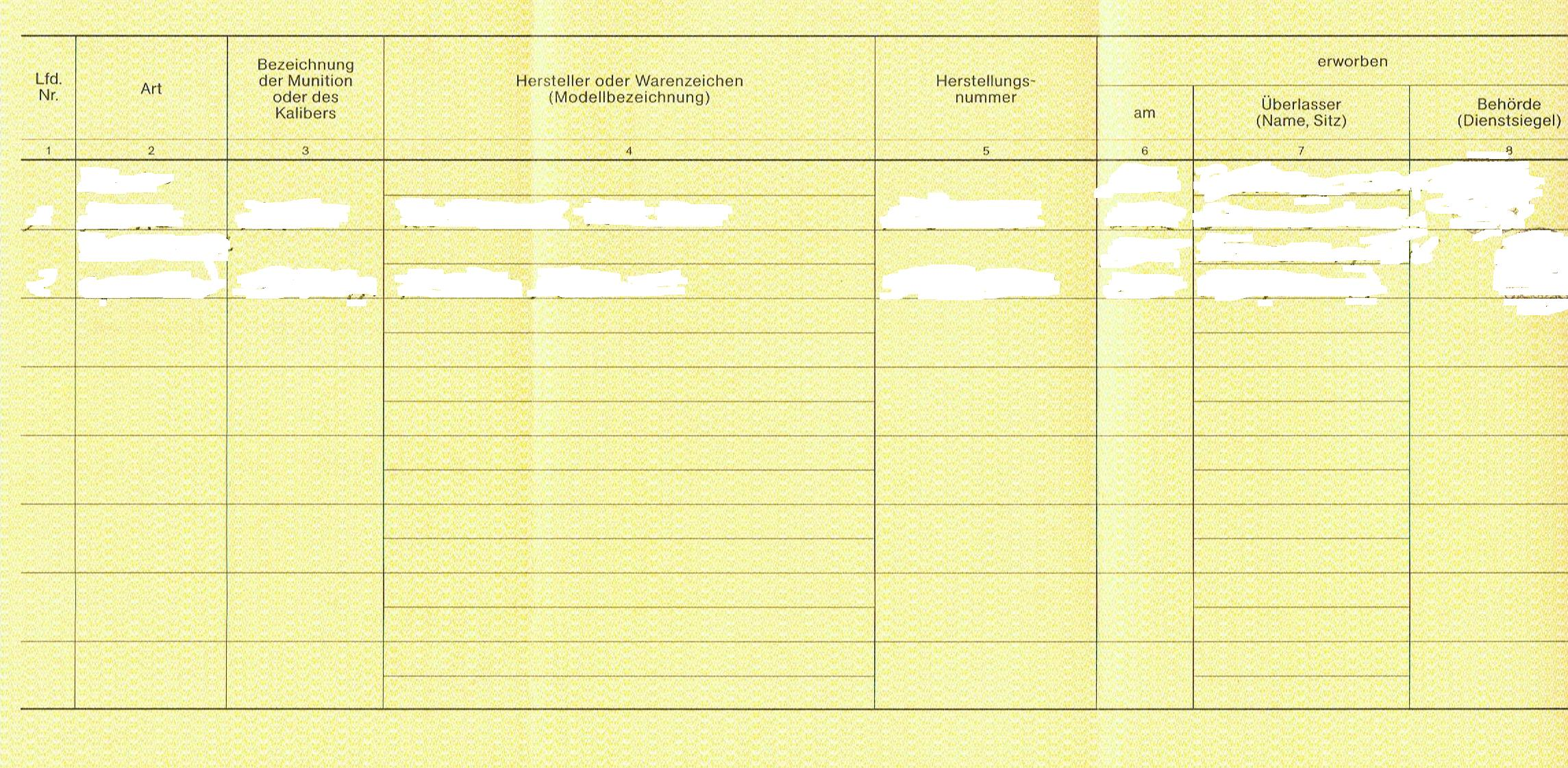
WBK gelb ab 2003

Die „Gelbe Waffenbesitzkarte“ wird für Sportschützen eines nach § 15 Waffengesetz anerkannten Verbandes nach § 14 Abs. 4 Waffengesetz erteilt. Inhaber einer solchen Waffenbesitzkarte dürfen Einzellader mit glatten und gezogenen Läufen, Repetierlangwaffen (mehrschüssig) mit gezogenen Läufen, einläufige Einzellader-Kurzwaffen für Patronenmunition und mehrschüssige Kurz- und Langwaffen mit Zündhütchenzündung (Perkussionswaffen) erwerben. Die Anzahl der zu erwerbenden Waffen ist seit dem 1. September 2020 auf zehn beschränkt (§ 14 Abs. 6 Satz 1 WaffG, wobei ein bestehender höherer Altbesitz nicht abgeschmolzen werden muss, § 58 Abs. 22 WaffG). Es dürfen in der Regel nur zwei Waffen innerhalb von sechs Monaten erworben werden. Des Weiteren muss die erworbene Waffe in der Disziplin der Sportordnung eines anerkannten Schießsportverbandes zugelassen sein. Der Erwerb muss innerhalb von 14 Tagen bei der zuständigen Waffenbehörde angemeldet werden.

### Die „Rote Waffenbesitzkarte“
Für Waffensammler nach § 17 Waffengesetz und Waffensachverständige nach § 18 Waffengesetz. Diese Waffenbesitzkarte wird für Schusswaffen bestimmter Art oder eines bestimmten Sammelgebietes, in besonderen Fällen auch für „Schusswaffen aller Art“ erteilt. Zum Erwerb einer Waffe benötigen die Inhaber keinen Voreintrag, sie müssen die erworbenen Schusswaffen lediglich innerhalb von zwei Wochen nach § 17 und von 3 Monaten nach § 18 anmelden und in die WBK eintragen lassen.

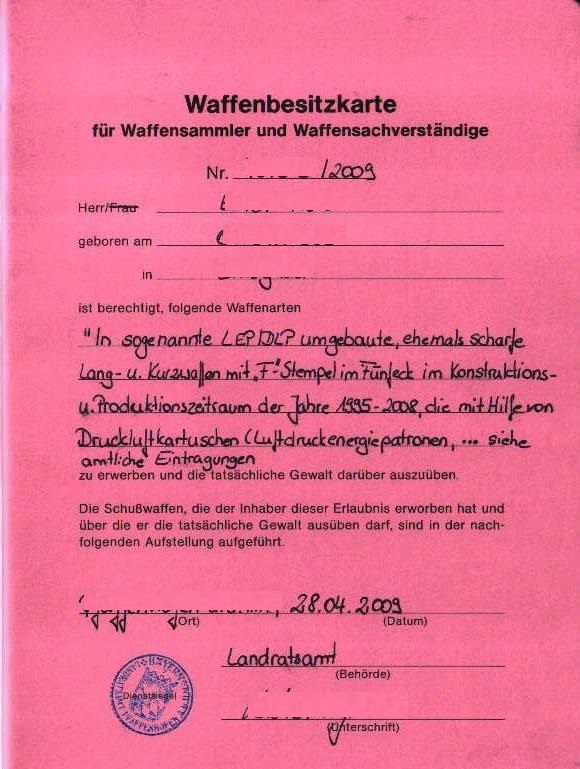
Rote Waffenbesitzkarte

### Waffenbesitzkarte für schießsportliche Vereine oder jagdliche Vereinigungen
Für diese Gruppen wurde mit der letzten Änderung der AWaffV eine neue Erlaubnisurkunde geschaffen.
In der Vergangenheit nutzten die Behörden die bisherige grüne WBK, die sie z. B. zur „Vereins-WBK“ umwidmeten.
Als Erlaubnisinhaber stand entweder der Vorsitzende der Vereinigung auf der ersten Seite oder der Verein auf Seite 1 und die jeweiligen Berechtigten auf Seite 6 der WBK.
Der neue Vordruck weist 8 Seiten aus und wird generell auf die Vereinigung ausgestellt.
Auf den Seiten 6 und 7 können Berechtigte eingetragen, aber auch wieder ausgetragen werden.

## Besonderheiten nach Waffenbesitzergruppen

### Jäger
Langwaffen: Inhaber eines Jahresjagdscheines dürfen so viele Langwaffen erwerben, besitzen oder sich ausleihen, wie sie zur Jagd benötigen.
Kurzwaffen: Jägern wird der Besitz zweier Kurzwaffen als Fangschusswaffe zum Erlösen verletzter Wildtiere oder auch für die Bau- und Fallenjagd ohne Bedürfnisprüfung genehmigt. Das Bedürfnis wird nach § 13 Abs. 2 Satz 2 WaffG als gegeben unterstellt. Das Kaliber ist unerheblich, lediglich für Fangschüsse ist eine Mindestenergie von 200 Joule an der Laufmündung (E0) vorgeschrieben (§ 19 Abs. 1 Nr. 2 d BJagdG). Auf Antrag ist auch für Jäger eine höhere Anzahl als zwei möglich, allerdings müssen sie dann das Bedürfnis für jede einzelne Kurzwaffe begründen. Denkbar ist hier die Auslandsjagd, die mit Kurzwaffen erlaubt ist und für die somit eine weitere Kurzwaffe genehmigt werden kann.
Die Pflichten, die beispielsweise den Erwerb, die Registrierung, die Aufbewahrung und gegebenenfalls die Entsorgung betreffen, sind in § 13 Waffengesetz geregelt und unterscheiden sich nicht von anderen Waffenbesitzern.

### Sportschützen
Sportschützen werden auch mehr als zwei Kurzwaffen bzw. drei halbautomatische Langwaffen genehmigt, wenn ein entsprechendes waffenrechtliches Bedürfnis vorliegt, etwa bei regelmäßigem Wettkampfsport in weiteren Disziplinen, für die die bereits vorhandenen Schusswaffen laut Sportordnung des Verbandes nicht zugelassen sind.
Die jeweiligen Bedürfnisbescheinigungen für den Sportschützen erteilt der zuständige Schießsportverband unter Beachtung gesetzlicher und interner Auflagen.
Generell tendieren die zugelassenen Schießsportverbände dazu, diese Kontingentüberschreitung nur Schützen zu befürworten, die nachweislich an überregionalen Wettkämpfen teilnehmen.
Die Waffenbesitzkarte berechtigt zum Transport der nicht schussbereiten und nicht zugriffsbereiten Waffen zum jeweiligen Ereignis, also Transport zum Schießstand, und muss dabei zusammen mit dem Personalausweis oder dem Reisepass mitgeführt werden.

### Wassersport
Wassersportler können eine Waffenbesitzkarte zum Erwerb einer Seenotsignalpistole Kaliber 4 beantragen. Voraussetzung ist auch hierbei das Vorliegen eines Bedürfnisses; der Besitz eines seetüchtigen Sportbootes reicht im Normalfall aus. Der Wassersportler muss auch sachkundig sein, er muss den Sachkundenachweis für Seenotsignalmittel vorweisen können. Als Wassersportler werden normalerweise bis zu zwei Seenotsignalpistolen genehmigt, eine für das Hauptschiff, eine für das Beiboot. Eine Besonderheit ist noch die Lagerung; der Wassersportler muss glaubhaft machen können, dass er die Waffen zu Hause in einem zertifizierten Waffenschrank der Klasse B lagert, im Boot jedoch nur in einem mit dem Bootsrumpf fest verbundenen Kasten aus Stahlblech mit einer Tür mit einer Mindeststärke von vier Millimetern, die mit einem Schwenkriegel zu verschließen ist. Ein Behältnis mit diesen Vorgaben wird auch Hamburger Kasten genannt.

## Widerruf der Waffenbesitzkarte
Bei unzuverlässigen Waffenbesitzern muss die Waffenbesitzkarte widerrufen werden. Liegen Widerrufsgründe vor, hat die Waffenbehörde keinen Ermessensspielraum. Einen Widerrufsgrund bildet der Wegfall der persönlichen Zuverlässigkeit im waffenrechtlichen Sinne. Das Gesetz unterscheidet dabei zwischen absoluten und Regelunzuverlässigkeitsgründen.
Absolut waffenrechtlich unzuverlässig ist, wer
- wegen eines Verbrechens oder
- wegen sonstiger vorsätzlicher Straftaten zu einer Freiheitsstrafe von mindestens einem Jahr verurteilt worden ist (§ 5 Abs. 1 Nr. 1 WaffG).

Das gilt auch für den Fall, dass die Vollstreckung der Strafe zur Bewährung ausgesetzt worden ist. Absolut waffenrechtlich unzuverlässig ist darüber hinaus auch, wer Waffen oder Munition missbräuchlich oder leichtfertig verwendet, wer mit Waffen oder Munition nicht vorsichtig oder sachgemäß umgeht oder diese Gegenstände nicht sorgfältig verwahrt oder wer Waffen oder Munition Personen überlässt, die dazu nicht berechtigt sind (§ 5 Abs. 1 Nr. 2 WaffG). Vor allem der Fall der falschen Verwahrung tritt, seitdem die Waffenbehörde unangekündigte Überprüfungen vor Ort vornehmen darf, aber auch, wenn nach einem Wohnungseinbruch das Abhandenkommen nicht ausreichend gesicherter Waffen bekannt wird (Waffe in der Nachttischschublade), häufig auf. Wer mit seinen Waffen und seiner Munition nicht in der vorgeschriebenen Weise umgeht, verliert die Waffenbesitzkarte stets.
In der Regel waffenrechtlich unzuverlässig sind u. a. Personen, die
- wegen einer vorsätzlichen Straftat,
- wegen einer fahrlässigen Straftat im Zusammenhang mit dem Umgang mit Waffen, Munition oder Sprengstoff oder wegen einer fahrlässigen gemeingefährlichen Straftat (dazu gehören Trunkenheitsfahrten im Straßenverkehr) oder
- wegen einer Straftat nach dem Waffengesetz, dem Kriegswaffenkontrollgesetz, dem Sprengstoffgesetz oder dem Bundesjagdgesetz

zu einer Freiheitsstrafe, Jugendstrafe, Geldstrafe von mindestens 60 Tagessätzen oder mindestens zweimal zu einer geringeren Geldstrafe verurteilt worden sind (§ 5 Abs. 2 Nr. 1 WaffG). Von einer Regelunzuverlässigkeit ist auch bei einer Strafaussetzung zur Bewährung auszugehen.
Im Unterschied zu dem bis 31. März 2008 geltenden Recht, das den Waffenbesitzkartenentzug für den Fall nur ganz bestimmter Strafdelikte vorsah, knüpft das seit 1. April 2008 geltende Recht nun vor allem an das Strafmaß von mindestens 60 Tagessätzen an. Ist das Strafmaß Freiheitsstrafe oder Jugendstrafe, bedarf es keiner Mindesthöhe. Die Verurteilung muss nicht auf ein waffenspezifisches Fehlverhalten zurückgehen. Auch eine Trunkenheitsfahrt mit einem KFZ, eine Steuerhinterziehung, eine Beleidigung oder die Verletzung der Unterhaltspflicht genügt.
Die Annahme eines Regelfalls der waffenrechtlichen Unzuverlässigkeit unterbleibt nur bei atypisch gelagerten Sachverhalten. Nach der Rechtsprechung des Bundesverwaltungsgerichts kommt eine Abweichung von der Vermutung nur dann in Betracht, wenn die Umstände der abgeurteilten Tat die Verfehlung ausnahmsweise derart in einem milden Licht erscheinen lassen, dass die nach der Wertung des Gesetzgebers in der Regel durch eine solche Straftat begründeten Zweifel an der Vertrauenswürdigkeit des Betroffenen bezüglich des Umgangs mit Waffen und Munition nicht gerechtfertigt sind. Erforderlich ist danach eine tatbezogene Prüfung in Gestalt einer Würdigung der Schwere der konkreten Verfehlung und der Persönlichkeit des Betroffenen, wie sie in seinem Verhalten zum Ausdruck kommt.
Darüber hinaus ergibt sich unmittelbar aus dem Gesetzeswortlaut, dass bereits eine einzige Verurteilung wegen einer der in § 5 Abs. 2 Nr. 1 WaffG genannten Straftaten die Regelvermutung begründet, wenn eine Geldstrafe von mindestens 60 Tagessätzen verhängt worden ist. Die Vermutung kann daher grundsätzlich nicht schon dann entkräftet sein, wenn der Betroffene ansonsten strafrechtlich nicht aufgefallen ist.
Der in der früheren Gesetzesfassung zum Ausdruck kommende unmittelbare oder mittelbare Bezug der Straftaten zum Einsatz von Waffen wurde ausdrücklich aufgegeben. Wann die Regelvermutung der Unzuverlässigkeit eingreift, wird nicht mehr vorrangig nach der Art der begangenen Straftat bestimmt, sondern es wird allgemein auf die Rechtsfolgenseite, nämlich auf die Höhe der verhängten Strafe, abgestellt. Daher kann ein Ausnahmefall nicht mehr damit begründet werden, dass die konkrete Straftat keinen Waffenbezug hatte.
Der bei Trunkenheitsdelikten häufig geäußerte Einwand vorangegangener familiärer oder beruflicher Probleme begründet im Allgemeinen keine Atypik. Bei von den Strafgerichten bereits geahndeten Lebenssachverhalten ist eine Atypik zudem nur ausnahmsweise vorstellbar, denn etwaige schuldmildernde Umstände in der Begehung der Straftat (z. B. Rechtfertigungs- oder Entschuldigungsgründe, wie Notwehr oder Notstand) führen im Allgemeinen zur Straflosigkeit oder wenigstens zur Strafmilderung. Soweit das Strafgericht gleichwohl immer noch eine Geldstrafe von 60 Tagessätzen oder mehr für schuldangemessen hält, besteht kaum Spielraum für die Annahme eines Ausnahmefalls. Die Frage des Ausnahmefalls ist verwaltungsgerichtlich jedoch voll überprüfbar; rechtlich handelt es sich um einen unbestimmten Rechtsbegriff und nicht um einen Ermessensspielraum. Ist eine Atypik nicht gegeben und ist somit von einer Unzuverlässigkeit auszugehen, muss die Waffenbesitzkarte zwingend widerrufen werden.

## Waffenregister
Bis 2012 wurden die Daten zu Schusswaffen und deren Besitzer bei den Waffenbehörden nur lokal gespeichert. 2008 wurde die EWG-Richtlinie über die Kontrolle des Erwerbs und des Besitzes von Waffen (91/477/EWG) unter anderem dahingehend angepasst, dass jeder Mitgliedstaat bis Ende 2014 zur Errichtung eines Waffenregisters verpflichtet wurde, damit eine Speicherung aller erlaubnispflichtigen Waffen möglich ist. In Deutschland wurde 2009 eine Bund-Länder-Arbeitsgruppe Nationales Waffenregister (BL AG NWR) unter Leitung des BMI eingerichtet. Die Umsetzung erfolgte im Jahr 2012 mit dem Gesetz zur Errichtung eines Nationalen Waffenregisters (NWRG). Dort wurde auch geregelt, dass die Waffenbehörden ihre Daten bis zum 31. Dezember 2012 an das Waffenregister zu übermitteln haben (§ 22 Abs. 1 NWRG). Somit konnte das Nationale Waffenregister (NWR) bereits zum 1. Januar 2013 umgesetzt werden. 
Im NWR sind die Daten zu erlaubnispflichtigen Waffen, sowie Daten von Erwerbern, Besitzern und Überlassern dieser Waffen einschließlich der ihnen zugehörigen waffenrechtlichen Erlaubnissen (z. B. WBK) gespeichert. Neben den Waffenbehörden können auch Polizeien die Daten abrufen.

## Kontrolle der Aufbewahrung
Das ARD-Politikmagazins Report Mainz fragte 2022 bundesweit alle Genehmigungsbehörden an, wie häufig sie Waffenbesitzkarten kontrollierten. Rechnerisch würde es bei den damaligen Kapazitäten (2022), 41,2 Jahre dauern, bis die zuständigen Behörden alle Besitzer von legalen Waffen einmal kontrolliert hätten. Im Verhältnis zu den angemeldeten Waffenbesitzern führen laut der Umfrage die Behörden in Mecklenburg-Vorpommern die meisten Kontrollen durch, die Berliner Behörden am wenigsten.